# Castle Hill (Canada)
Castle Hill is een gebied met 17e- en 18e-eeuwse overblijfselen van zowel Franse als Britse vestingwerken in de Canadese provincie Newfoundland en Labrador. Het kerngedeelte van de archeologische site bevindt zich bovenop de gelijknamige, 103 m hoge heuvel die uitkijkt op het Newfoundlandse kustdorp Placentia, al zijn er ook fortificatie-overblijfselen aan de voet van die heuvel.
De volledige site is erkend als een National Historic Site of Canada en toegankelijk voor het brede publiek. Er bevindt zich een bezoekerscentrum en souvenirwinkel.

## Geschiedenis

### Franse tijd
De nederzetting Plaisance, het hedendaagse Placentia, was in de 17e eeuw de belangrijkste Franse plaats op Newfoundland. Op de heuvel aan de rand van de stad werd in 1662 ter bescherming van het dorp Fort Plaisance aangelegd. Dit fort, dat ook bekendstaat als Vieux Fort, diende om de Franse visserijbelangen in Newfoundland en de toegang tot de Franse kolonie Canada te beschermen. 
Op 25 februari 1690, tijdens de Oorlog van koning George, werd Fort Plaisance aangevallen door 45 Engelse vrijbuiters die een verrassingsaanval over land uitvoerden. Het fort werd uiteindelijk vernietigd en Plaisance werd tot begin april bezet.
De Fransen vervingen het vernietigde Fort Plaisance in 1691 door de bouw van Fort Saint-Louis. Dit werd in 1692 aangevallen door Engelse schepen tijdens de zogenaamde Slag om Plaisance, al hielden de Fransen stand. In 1693 werd de verdediging uitgebreid door de bouw van Fort Royal.
De forten waren een belangrijke uitvalsbasis voor verschillende Franse aanvallen op Engelse nederzettingen elders in Newfoundland. Ditzelfde gold eveneens tijdens de Oorlog van koningin Anna die plaatsvond tussen 1702 en 1713.

### Britse tijd
Bij de Vrede van Utrecht (1713) gaven de Fransen hun recht tot nederzettingen op Newfoundland op, waardoor alle fortificaties te Plaisance overgedragen werden aan de Britten. De plaats ging vanaf dan als Placentia bekendstaan. De Britten vestigden zich een tijd te Fort Saint-Louis, maar begonnen de bouw van een nieuw fort. Dit nieuwe fort, genaamd Fort Frederick, diende van 1721 tot 1746 als militair hoofdkwartier voor de Kolonie Newfoundland. In de jaren 1740 werd begonnen met de bouw van New Fort, dat bovenop de restanten van Fort Saint-Louis neergepoot werd.
In 1811 werden de vestingwerken definitief verlaten door het Britse leger, waardoor de gehele site geleidelijk aan in verval kwam.

### Moderne tijd
Halverwege de 20e eeuw begonnen grootschalige archeologische opgravingen naar de verschillende forten en vestingwerken op en rond Castle Hill. In 1968 kreeg Castle Hill federale erkenning als zijnde een National Historic Site of Canada.

## Galerij

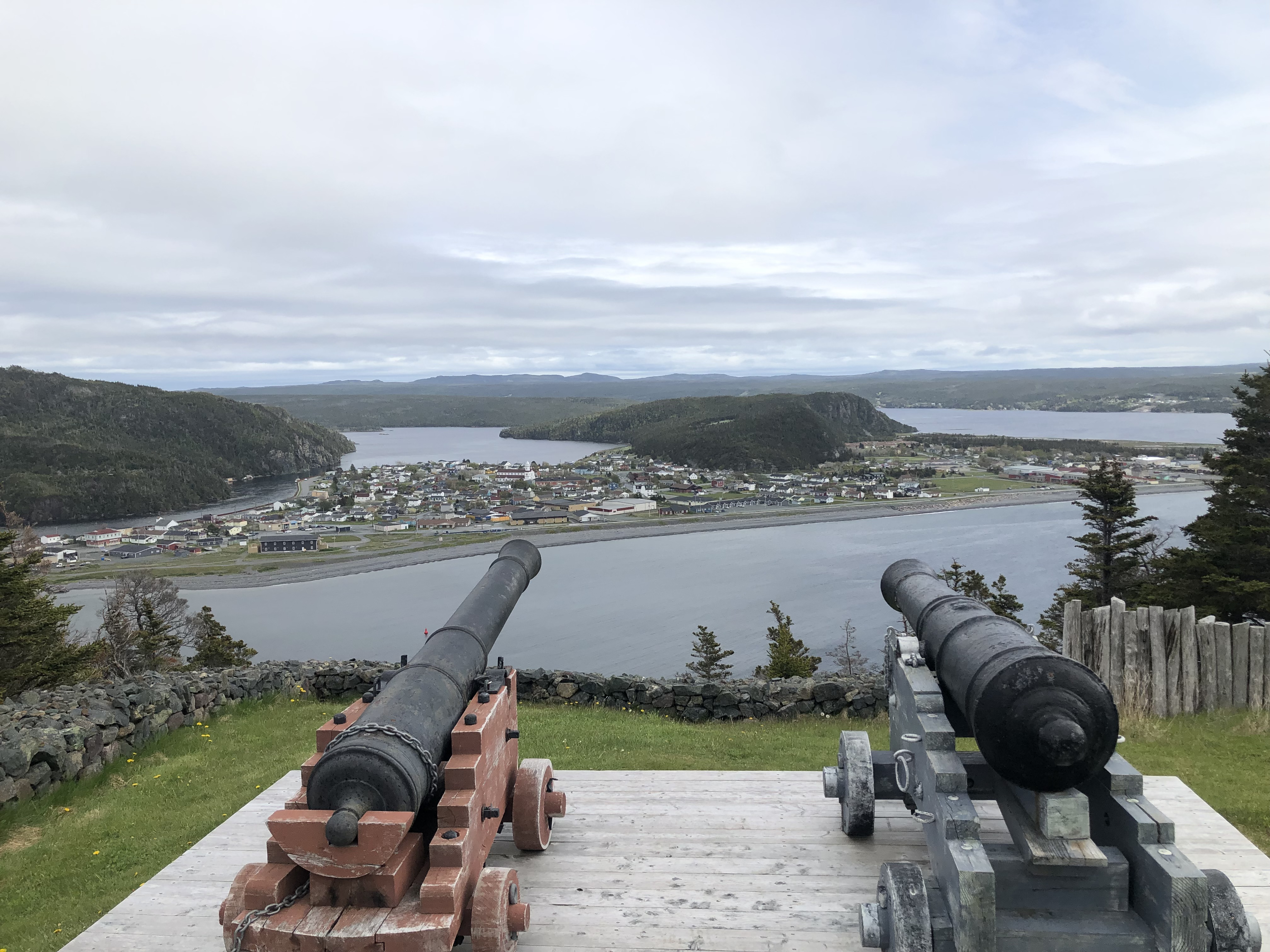
Twee kanonnen met in de achtergrond de wateren van de Placentia Road en daarachter het dorp Placentia
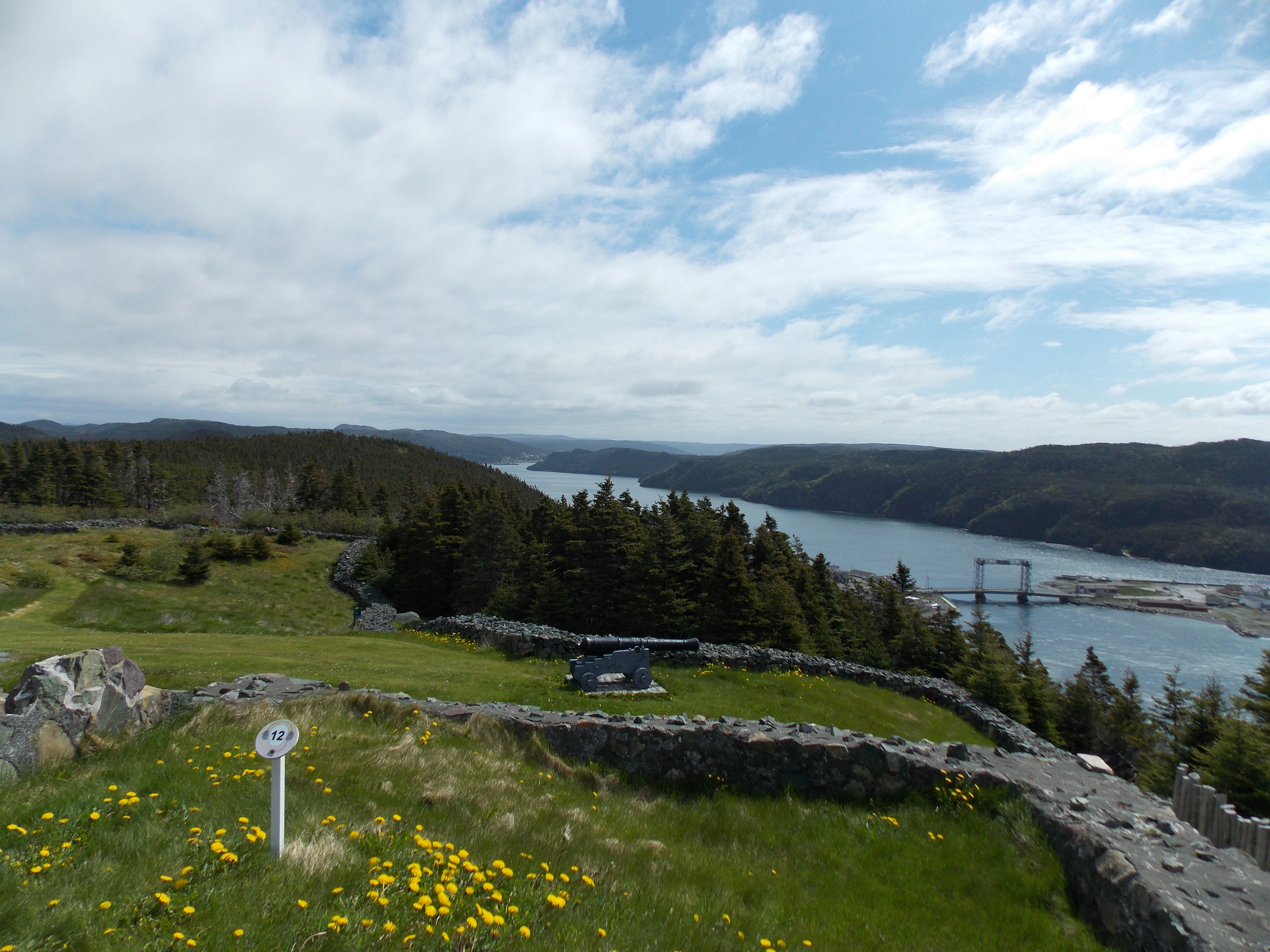
Overblijfselen van vestingmuren met zicht op de Northeast Arm